# Леви, Эмануэль
Эмануэль Леви (англ. Emanuel Levy; род. 4 февраля 1949 г.) — американский кинокритик, профессор Колумбийского университета. На своём интернет-сайте опубликовал более 18 000 рецензий.

## Биография
Эмануэль Леви учился в Тель-Авивском университете, где получил степень бакалавра социологии, антропологии и политики. Дипломную работу в области социологии и киноведения написал в Колумбийском университете, где получил степень доктора философии. Среди его наставников был кинокритик Эндрю Саррис.
Эмануэль Леви успешно совмещает две профессиональные карьеры: преподавателя Колумбийского университета и кинокритика. В настоящее время он является единственным специалистом, который допущен к голосованию сразу в шести профессиональных объединениях кинокритиков: Голливудской ассоциации иностранной прессы (англ. Hollywood Foreign Press Association), Ассоциации кинокритиков Лос-Анджелеса (англ. Los Angeles Film Critics Association), Ассоциации кинокритиков телевещания (англ. Broadcast Film Critics Association), Национальном обществе кинокритиков США (англ. National Society of Film Critics), организации «Кинокритики Нью-Йорка онлайн» (англ. New York Film Critics Online), Международной федерации кинопрессы (фр. Fédération internationale de la presse cinématographique).
Эмануэль Леви — автор девяти книг и нескольких фильмов, последний из которых посвящён биографии и творчеству Винсента Миннелли. Член жюри на 49 международных кинофестивалях.

## Сочинения
- The Habima, Israel's National Theater: A Study of Cultural Nationalism (1979).  Winner of the 1980 National Jewish Book Award.
- And the Winner Is: The History and Politics of the Oscar Awards (1987)
- John Wayne: Prophet of the American Way of Life (1988)
- Small-Town America in Film: The Decline and Fall of Community (1991)
- George Cukor: Master of Elegance (1994)
- Cinema of Outsiders: The Rise of American Independent Film (1999)
- Citizen Sarris, American Film Critic: Essays in Honor of Andrew Sarris (2001)
- Oscar Fever: The History and Politics of the Academy Awards (2001)
- All About Oscar: The History and Politics of the Academy Awards (2003)
- Vincente Minnelli: Hollywood's Dark Dreamer (2009)
- Gay Directors/Gay Films: Pedro Almodóvar, Terence Davies, Todd Haynes, Gus Van Sant, John Waters (Columbia University Press, 2014)